# 槙原寛己
槙原 寛己（まきはら ひろみ、1963年8月11日 - ）は、愛知県半田市出身の元プロ野球選手（投手）、野球解説者・野球評論家・タレント・YouTuber。
愛称は「マッキー」「マキさん」「ミスター・パーフェクト」など。所属事務所はノースプロダクション→オールラウンド。
斎藤雅樹、桑田真澄と共に1980年代中頃から1990年代の日本プロ野球・セントラル・リーグ（セ・リーグ）の読売ジャイアンツ（巨人）を支えた先発投手三本柱の1人。1994年5月18日、史上15人目にして平成年間唯一の完全試合を福岡ドームで達成したことで知られる他、バックスクリーン3連発など、同時代のセ・リーグにおける印象的な場面にも多く関わった。
2018年10月より、オフィスコンサルティング株式会社の代表取締役を務める。

## 経歴

### プロ入りまで
大府高校在学時から同期の工藤公康（名古屋電気高校）・浜田一夫（愛知高校）とともに愛知三羽烏と呼ばれ、剛速球投手として有名だった。1981年の春の甲子園に出場、当時の甲子園最高球速記録となる球速147 km/hを記録する。
1981年11月25日に開催されたプロ野球ドラフト会議で読売ジャイアンツ（巨人）から1位指名を受け、入団。工藤は西武ライオンズから6位で、浜田は中日ドラゴンズから2位でそれぞれ指名された。なお本人はドラフト会議前にNPBの全12球団から指名の挨拶を受けており、工藤とともに1位指名は間違いないといわれていたが、希望球団としては地元球団であり、「好きな球団」としても挙げていた中日、もしくは在京セントラル・リーグ（セ・リーグ）球団を挙げており、仮に希望球団以外から指名された場合は大学進学も匂わせていた。

### 現役時代

#### 現役前半
入団1年目は二軍での体作りに専念したため登板機会が無かった。それでも150km/hを超える速球派投手として球団から期待されており、秋の阪神とのオープン戦で好投して自信をつけた。
2年目の1983年、春のグアムキャンプで一軍メンバーに選抜される。ここで監督の藤田元司から大きく曲がるカーブを教わり、速球を生かせるようになった。同シーズンに若手の成長株として活躍し始めた同期生の吉村禎章、1歳年上の駒田徳広らとともに50番台の背番号にちなんで50番トリオと呼ばれた。
開幕一軍入りを果たし、4月16日の対阪神2回戦（甲子園球場）に一軍初登板で初先発すると、延長10回を5安打9奪三振、1-0で完封という鮮烈なプロデビューを飾った。4月24日の対ヤクルト戦に先発し、プロ入り2試合連続で完投勝利した。先発ローテーション入りを果たし、12勝9敗1セーブの成績を挙げてチームのリーグ優勝に貢献。記者投票で213票（他は「該当者なし」と「無効」が1票ずつ）という圧倒的な票を集め、新人王に選出された。
同年の西武ライオンズとの日本シリーズでも第3戦、第6戦に先発登板した。後楽園球場での第3戦は、2-1とリードした6回表にテリー・ウィットフィールドに3点本塁打を打たれ、5回1/3を4失点。西武球場での第6戦では、初回に1点先制したが中盤に逆転を許して6回2失点。いずれも勝ち負けはつかなった。
翌1984年、ボール球ながら155km/hと当時の日本最速スピードを記録。この翌年に西武ライオンズに入団した郭泰源が156km/hを出し更新されるが、この時記録した155km/hは終速表示であったため「日本人で最初に160km/hを記録するのは槙原では」と言われていた。同年の日米野球では、槙原はボルチモア・オリオールズの主砲エディ・マレーに超特大の場外本塁打を打たれ、後に「自分が完璧に投げて、それでも打たれた」と述懐している。
1985年4月17日の対阪神タイガース2回戦（阪神甲子園球場）で佐野元国とバッテリーを組み、7回裏にクリーンナップであるランディ・バース、掛布雅之、岡田彰布に3者連続でバックスクリーンへの本塁打（バックスクリーン3連発）を打たれた。それから2か月後の6月28日の同カード13回戦に先発し、チームは球団記録となる1試合8本塁打を記録、自身も球団通算5000号本塁打となる現役生活で唯一の本塁打を打ち、大量14点の援護点もあり1失点で完投勝利した。ところが、降雨ノーゲームとなった7月14日の対阪神16回戦の1回表にバースの打球が右足のスネに当たり、撥ね返った打球を捕りにいくときに転んで、左股関節骨折の重傷を負い、その後のシーズンを棒に振った。
1986年、開幕直後は二軍で調整登板を重ねて5試合で計33回を投げ36奪三振、6失点を記録、また2日の金沢での西武戦で完封するなど「怪我の後遺症がなくなった」と判断されたため、5月4日、10か月ぶりに一軍登録された。5月11日の対広島6回戦に先発して前年7月14日以来300日ぶりに復帰登板したが、3回2/3、6失点で降板した。後半戦は、8月に4勝1敗、3完封、防御率0.63で月間MVPを受賞するなど、投手陣の柱としてチームを支え、広島東洋カープとの優勝争いの原動力となっていた。しかし、10月7日の対ヤクルト26回戦ではマーク・ブロハードに逆転本塁打を打たれ、広島が首位に浮上し巨人は2位に転落する痛恨の敗戦となり、12日に広島がリーグ優勝を決め、巨人は広島と僅差の2位に終わった。現役引退時に、「一番悔しかった」試合として阪神戦での3連続被弾ではなく、この試合を挙げた。
1987年は背番号が入団時から付けていた「54」から「17」に変更。10勝6敗と新人王を獲得した1983年以来4年ぶりに2桁勝利を挙げ、チームの4年ぶりのリーグ優勝に貢献。西武との日本シリーズでは第4戦でシリーズ初勝利を被安打3、11奪三振の完封で達成した。チームは2勝4敗で西武に敗れたものの、自身は優秀選手賞を受賞した。
1988年は、初めて投球回200イニングを記録した（208回1/3）。また当時はリーグ連盟表彰の対象ではなかったが、リーグ最多の187奪三振を記録した。
1989年は、開幕から先発とともに登板の合間にはリリーフも兼ねるなど、オールスターゲーム前までに12勝3敗4セーブ、防御率1.75という活躍を見せた。しかし、後半戦の開始となった7月29日の対広島15回戦で、2回裏一死後、植田幸弘へ3球目を投げた後に右膝をひねったため降板。31日、東京・慈恵医大病院での精密検査で右膝内側半月板損傷と判明し、治療のため残りのシーズンを棒に振った。チームは2年ぶりのリーグ優勝を果たし、槙原もリハビリを終えて近鉄バファローズとの日本シリーズに出場有資格選手入りした。10月24日の第3戦に3番手で登板し、約3か月ぶりに実戦登板を果たした。
1990年は前年の怪我が尾を引いており、4月には2勝を挙げたがその後は打ち込まれる試合が続いた。5月末、不調による再調整と足に打球を受けた治療を理由に二軍落ちした。夏に復帰してからは復調したが、この年の公式戦最終戦の10月10日の対広島26回戦に先発するも敗戦投手となって9勝に終わり、4年ぶりに規定投球回にも到達できなかった。西武との日本シリーズでは、終盤の好調さを買われ第1戦の先発に起用されたが、その初回に西武のオレステス・デストラーデに、カウント0-3からの4球目が「ボール気味に投げたつもりが、ど真ん中」となって1号3点本塁打を打たれた。西武は無傷の4連勝で日本一となり、このデストラーデの本塁打は「シリーズの流れを決めた本塁打」と評された。
1991年、自身初の開幕投手に指名されたが、7回途中2失点で勝敗は付かなかった。7月19日の対中日14回戦に先発し、7回表まで8-0と大量の援護点を貰っていたが、徐々に援護を吐き出し8回途中で降板。しかし、救援した木田優も失点を重ね中村武志に代打満塁本塁打を打たれて同点、そして延長10回にまたも中村にサヨナラ本塁打を打たれて、球団史上初の8点差からの逆転負けを喫した。
この年のオールスターゲーム（2試合制）では、第1戦で先発した。第1戦は東京ドーム開催（日本ハムの本拠地だったためセ・リーグはビジター扱い）であり、いつもの癖で「第2戦の広島市民球場ではビジターのユニフォーム」と勘違いし、槙原はホーム用のユニフォームをクリーニングに出してしまっていた。ただし、第2戦での登板予定は無かったためユニフォームと同じデザインのTシャツでベンチにいたが、試合は延長戦に突入し、他チームの選手を無理に引っ張ることのできなかった全セ監督・藤田元司は、Tシャツのまま槙原を登板させることとなった。これを最後にNPBのオールスターは延長戦なし・9回打ち切りとなっている。
なお、これに関して槙原は、ベンチでの藤田元司と野村克也とのやりとりとして、野村が球宴明けの巨人戦に備えて西村龍次を投げさせなかったかのように話しているが、前年野村が率いるヤクルトは5位だったため、この年のオールスターで野村はベンチ入りしていない。
23試合に登板し、8勝11敗という成績で迎えていた同年9月27日の対中日25回戦（東京ドーム）では先発登板し、6回表までに相手打線を1得点に抑え、6回裏終了時点で2対1と巨人がリードしていたが、7回裏にマーク・ライアルに逆転2点本塁打を打たれ、敗戦投手となった。この試合までに中日戦では年間0勝4敗と苦戦しており、また巨人は4試合を残していたが、全勝すると68勝62敗ということになる一方、同日時点で広島・中日（それぞれ65勝）とヤクルト（63勝）の上位3チーム同士の対決がまだ14試合残っており、少なくともどれか1チームが必ず巨人の68勝を上回ることになるため、この日の敗戦をもって同年の巨人の優勝は完全に消滅した。
1992年は、二年連続開幕投手となり完投勝利を挙げる等開幕から順調に勝ち星を伸ばし、前半戦だけで10勝を挙げ、3年ぶりの2桁勝利を記録した。しかし、後半戦は2勝8敗と調子を落としてしまい自己最多タイの12勝を挙げる一方、負けが13で2年連続で負け越してしまった。

#### 現役後半
1993年には斎藤、桑田が調子を落とす中で孤軍奮闘して自己最高の13勝、防御率2.28の好成績でチーム最多勝、FAの権利を取得した。シーズンオフになり槙原はいくつかの球団から誘いを受けたが、球団フロントが慰留などの態度を一切示さないことに不信感を持ちFA宣言をする。その後、当時監督を務めていた長嶋茂雄が槙原の自宅を訪問、説得を受けて巨人に残留を決めた。この際に長嶋が槙原の背番号と同数の17本のバラの花束を持ってきた逸話が残されているが、実際は20本だったという。

1994年5月18日に福岡ドームで行われた対広島戦で平成唯一の完全試合を達成。
平成唯一および20世紀最後の達成者になった。現役引退後には「ミスター・パーフェクト」として紹介されることも多い。完全試合達成は引退会見の際に記者からの質問で「一番思い出に残っている試合はどれですか?」と聞かれた際、「そりゃ、あれですよ。あれしかないですよ」と答えた程で、本人にとってプロ野球人生の中で最高の思い出となっている。大久保博元と「おしゃれカンケイ」に出演した際「前々日の門限破りで外出禁止1か月を言い渡されたため、好投してこれを解こうと奮起した結果である」と話している。
同年の西武ライオンズとの日本シリーズでは第2戦と優勝決定の第6戦で完投勝利、2勝0敗・防御率0.50と、今までの勝負弱いイメージを払拭する活躍でシリーズMVPも獲得した。
1995年オフにレーシック手術を受けたが、最初の手術で左目に痛みが出て物が二重に見えるようになってしまい、翌シーズン直前に新しいコンタクトレンズを用意し、シーズン終了後再手術をすることとなった。
1996年、6月19日のナゴヤ球場での中日戦で音重鎮、山崎武司、大豊泰昭に3連続本塁打をまたも打たれた。7月に胸の痛みを訴えて入院、肺気胸と診断された。前日に球団トレーナーが行った鍼治療で電気針を深く打ちすぎたのが原因で、槙原は鍼が原因との自覚を持ちながら、トレーナーを庇うため表沙汰にはしなかった。しかし、球団側が槙原の名誉のために事実を公表。治療を行ったトレーナーを減俸にするなどの処分を行い、槙原には公傷を認めた。槙原は「起きたことは仕方がないので、早くリハビリをして復帰の準備をしたい」旨をコメントした。
1997年、チームが開幕から低迷する中、チーム最多タイの12勝を挙げるも自己ワーストの被本塁打を記録した。
1998年、開幕から出遅れ4月半ばにシーズン初登板、初登板から不調な投球が目立ったものの、5月の頭にシーズン初勝利となる通算150勝目を記録した。5月16日の対ヤクルト戦の延長戦でリリーフ投手を使い切ってしまい、ベンチ入りしていた槇原を登板させて無失点で抑え6年ぶりのセーブを記録。この登板を境に調子を取り戻し次の試合ではシーズン初完封し更に3連勝を記録（通算では4連勝）。しかしその頃チームはストッパー不在に苦しんでおり、ストレート、フォーク、スライダーのキレを買われて、6月末からストッパーに転向。
リリーフでの成績は2勝2敗18セーブ防御率2.93（先発での成績は4勝2敗防御率4.71）を記録し、27試合の登板で無失点で抑えたのは23試合ありセーブ機会での失敗による敗戦は一度だけだった。7月15日の横浜戦では、3点リードの8回に登板。1点を失い走者一塁で佐伯貴弘を右飛に打ち取りチェンジかと思われたがボークが宣告され打ち直しになってしまう。直後に同点2点本塁打を打たれ、続投した9回にサヨナラ負けを喫する。
全国中継が多いチームの宿命からか少しの失敗だけで一部マスコミ等では「ダメ魔神」（さらに犬顔だったことから「犬魔神」とも）と書かれた。これは当時横浜ベイスターズのリリーフエースだった佐々木主浩の異名である「ハマの大魔神」をもじったものである。契約更改では翌年もリリーフでの登板が濃厚で「200勝は諦めます」と記者会見で発表した。
1999年6月12日の対阪神戦（甲子園）では、12回裏同点一死一・三塁の場面で打者の新庄剛志を敬遠しようとしたが、新庄に敬遠球を打たれサヨナラ負けした。なお、槙原にとってはこれが現役最後の敬遠であった。初めての全試合リリーフ登板だったが、シーズン終盤は不振によりストッパーの座を桑田に代わった。
2000年も開幕から引き続きストッパーとしてシーズンを迎えた。敗戦投手にはならないものの投球内容が悪く、7月15日の対ヤクルト13回戦の9回に登板するも一死も取れないまま降板し更に足を負傷、チームは逆転負けをした。その後シーズン終盤に一軍復帰し福岡ダイエーホークスとの日本シリーズ第1戦に同点の9回に登板するも、メルビン・ニエベスに決勝本塁打を打たれ敗戦投手となった。故障後に日本シリーズに合わせ無理に体を作ったことで、それまで一度も怪我が無かった肩を負傷、直球が130km/h台に落ち込む。
2001年、肩の怪我からの再起を目指したが一向に回復せず、このシーズンの一軍での登板は引退試合の1試合の登板に留まり、現役引退。引退試合は9月30日の横浜戦で、この試合では槙原から同年引退が決まっていた斎藤雅樹にリレーされ、2人の球を受けたのは同年引退が決まっていた村田真一だった。

### 現役引退後
引退後は野球評論家として活動し、2023年現在はTBSテレビ、スポーツニッポンの評論家を務めている。2017年までは、TBSラジオの野球解説者でもあった。2007年オフは巨人の臨時コーチとしてキャンプに参加した。
2019年4月30日、平成最後の日で平成最後の試合となった巨人－中日3回戦（東京ドーム）前に、槙原寛己、斎藤雅樹、桑田真澄の“平成の3本柱”がマウンドに立ち、「10.8決戦」のリレー形式での始球式を行った。捕手は村田真一が務めた。
2021年2月25日、YouTubeチャンネル「ミスターパーフェクトチャンネル」を開設。

## 選手としての特徴

### 速球派投手として
若手時代から、そのストレートの速さが頻繁に話題に挙がったが、入団当時江川卓と並んで巨人の先発投手陣の柱だった西本聖は「歴代見たピッチャーの中で文句無しにマキが一番球が速い。デビュー当時は江川さんより上だと思った」と槙原のストレートを評している。槙原が一軍に昇格した1983年の春季キャンプでは、ホテルで同室となった際に「俺は君より速いボールを投げるピッチャーはこれまで見たことがない。俺に君のストレートがあれば年間30勝だって出来る」と槙原を励ましたという。また、2001年9月30日の現役引退セレモニーでも原辰徳（当時はヘッドコーチ・2002年度より巨人軍監督内定）から「槙原君、一軍のマウンドで初めて投げた時 150kmのストレート 忘れません」と賛辞を贈られていた。
一方、小松辰雄は自身が打席に立った経験を踏まえて「槙原はスピードガンは速いんだけど江川さんに比べれば大したことないな」と評している。

### 球種
前述のようにプロ1年目から速球派投手として鳴らしていたが、プロ5年目の1986年後半から球種をスライダーをメインにし、1992年頃からは走者がいなくてもセットポジションから投げる投球スタイルに変更。150km/hを超えるストレートはあまり見られなくなる反面、与四球率は大幅に改善され、フォークボール、まれにスローカーブも交えながら、引退まで三振の取れる本格派として活躍した。スライダーは元々入団当初から投げていたがうまく曲がらず、抜けると一番危険な球であるため試合では使えなかった。1986年、スライダーの良い握りはないかと模索していたところ、スコアラーの小松俊広が篠塚利夫とキャッチボールをしていた際「シノのスライダーはいいんだよなあ」と言っていたのを聞き、すぐに篠塚に投げ方を教わった。普通より狭めて、スピードの出るスライダーとなった。7月の阪神戦で試しに投げた所、好感触を得たため、スライダーに自信を持つようになった。

### 先発投手として
巨人では斎藤雅樹、桑田真澄とともに「三本柱」と呼ばれるほどの投手だった。しかし、斎藤、桑田の2人が年間200イニング以上をコンスタントに投げて年間を通じて活躍するのに対して、槙原は二人に比べて年間200イニングを超えたのは1988年の1度のみであった。シーズンの勝利数も1993年の13勝が最高であり、防御率2点台序盤や1点台を記録した年もランキングでは2位で終わること2度と不運も重なった。1988年に年間最多奪三振を記録したがセ・リーグの最多奪三振のタイトルは1991年からの制定で、主要な投手タイトルを獲得できず常に先発3番手と見られていた。
1986年の優勝争いの終盤、10月7日の対ヤクルトスワローズ戦でマーク・ブロハードに逆転の決勝2点本塁打を打たれたり、1990年日本シリーズ第1戦1回表にオレステス・デストラーデに先制3点本塁打を打たれるなど、「ここ一番に弱い」と評されていた。

### 打撃・守備
打撃・守備は非常に苦手である。送りバントも苦手であり、そのため走者を置いて打席に立ってもチャンスを広げられず、結果として味方の援護点も低かった。そのことから、元チームメイトの後藤孝志から「槙原さんはバントがうまかったら200勝していた」と言われている。1985年6月28日対阪神戦（甲子園）で唯一本塁打を放っているが、これは球団5000号となるメモリアル本塁打となった。

### 弱視
弱視で視力が非常に悪かった。コンタクトをつけても視力は0.5ほどで矯正が難しく、捕手のサインがよく見えなかった。急な登板でコンタクトレンズをつける時間がなく、誰がグラウンドに立っているかも判別できない状態で投球したこともある。引退後「実はプロ生活20年で捕手のサインが一度も見えなかった」と告白している。度々メガネを付けたらと周囲からも提言されてたが、メガネを付ける姿がカッコ悪いという理由で拒否していた。

### 記録、相性
バース・掛布・岡田の3連続被弾、新庄の敬遠球サヨナラ安打（敗戦投手は入来祐作）は語り草の一つになっているが、実際は阪神戦にはめっぽう強く、前述のバックスクリーン3連発の次の試合から4年にかけて8連勝、1つ負けて3年にかけて7連勝、その後も8連勝、1つ負けて5連勝してるように対阪神戦38勝10敗10完封の好成績を残している。阪神以外の4球団との通算対戦成績は121勝118敗と、勝率.506でしかないが、対阪神戦での勝率は同時期に同じチームでエースとして活躍し、同じく阪神戦を得意にしてた斎藤雅樹をも上回る、勝率.792を記録（斎藤は.727）。プロ初登板での初勝利・初完封も阪神戦である上に、初安打・初本塁打も阪神戦である。
現役時代に最も苦手としていた打者として、ヤクルトの古田敦也の名前を挙げている。本人曰く「ボール球も打つわ、(対策を練って)裏をかいたつもりが打たれるわで顔を見るのも嫌だった」とのこと。古田は引退後に「槙原さんは変化球を投げる際に独特の癖があり、特にフォークボールを投げる際はグローブの中でグッと握り直す癖があった」と当時の事情を明かしている。広澤克実も同様の証言をしており、「癖を見抜いても必ず打てるわけではないが対戦する側としては楽。当時ヤクルトの選手はみんな知っており、他のチームでも有名だと聞いた」と解説した。逆に中日時代の落合博満は、槙原の顔を見るのも嫌なぐらい苦手にしており、セーフティーバントを試みたこともあったという。
広島東洋カープの大野豊は、先発投手として活躍していた頃について「槙原君との投げ合いはいつも燃えた。『1点でも取られたら終わりだ』と思って投げていた」と語っている。

## 人物
- 元木大介は自著において冗談交じりに「義兄弟の盃を交した仲」と語り「面倒見のいい人だった」と槙原を評している。特に新人や、他球団から移籍した選手をよく食事や、飲みに誘ったと書かれてある[48]。

- 花火が大好き。愛犬に花火を見せる目的でライターで直接着火しようとしていたら花火が急に引火し、勢いよく散った火花が槙原の右手親指に接触し、大きな水ぶくれができた。その翌日（1988年7月20日・対阪神戦）は先発登板日だったため、チーム内や報道陣には「マメが出来た」と言ってごまかし登板した。8回に水ぶくれが破れたが、事実を知らない解説者が「血が出ながらも頑張っている」といい、槙原は本当のことも言えず、耐えながら投げ続けた[49][50]。

- 競馬が大好きで、2008年有馬記念のトークイベントに出席したり、TCK・東京競馬場でも度々目撃されている。広島から巨人に移籍した川口和久は東京スポーツのコラムで、槙原に1996年の日本ダービーに招待してもらったことを「今でも恩義に感じている」とコメントしている。

- 金遣いは荒く、現役時代は少なくとも20億は稼いだが、引退後にテレビ出演した時には、その多くを使い果たしたことを告白している。また、株取引にも金を多く費やしており、夫人は不満をもっていることを述べている[51]。本人も「江川卓にカーブを教わろうとしたら、株取引を教わった」と出演番組で度々ネタにしている。

- 上述の完全試合達成から28年が経過した2022年4月、佐々木朗希が槙原以来の完全試合を達成したことに伴い、槙原の存在が再び注目されることになった[52][53]。

## 詳細情報

### 年度別投手成績
| 年 度      | 球 団      | 登 板 | 先 発 | 完 投 | 完 封 | 無 四 球 | 勝 利 | 敗 戦 | セ 丨 ブ | ホ 丨 ル ド | 勝 率 | 打 者 | 投 球 回 | 被 安 打 | 被 本 塁 打 | 与 四 球 | 敬 遠 | 与 死 球 | 奪 三 振 | 暴 投 | ボ 丨 ク | 失 点 | 自 責 点 | 防 御 率 | W H I P |
| ---------- | ---------- | ----- | ----- | ----- | ----- | -------- | ----- | ----- | -------- | ----------- | ----- | ----- | -------- | -------- | ----------- | -------- | ----- | -------- | -------- | ----- | -------- | ----- | -------- | -------- | ------- |
| 1983       | 巨人       | 31    | 25    | 9     | 3     | 0        | 12    | 9     | 1        | --          | .571  | 764   | 184.0    | 165      | 19          | 66       | 2     | 6        | 124      | 1     | 1        | 83    | 75       | 3.67     | 1.26    |
| 1984       | 巨人       | 27    | 24    | 5     | 2     | 0        | 8     | 9     | 0        | --          | .471  | 646   | 145.2    | 143      | 20          | 72       | 3     | 4        | 114      | 6     | 0        | 83    | 76       | 4.70     | 1.48    |
| 1985       | 巨人       | 14    | 13    | 5     | 1     | 0        | 4     | 7     | 0        | --          | .364  | 406   | 92.1     | 94       | 10          | 46       | 2     | 1        | 57       | 3     | 1        | 43    | 41       | 4.00     | 1.52    |
| 1986       | 巨人       | 22    | 15    | 6     | 3     | 2        | 9     | 6     | 0        | --          | .600  | 453   | 114.0    | 88       | 8           | 29       | 4     | 1        | 125      | 1     | 0        | 32    | 29       | 2.29     | 1.03    |
| 1987       | 巨人       | 21    | 21    | 5     | 2     | 1        | 10    | 6     | 0        | --          | .625  | 582   | 140.1    | 132      | 12          | 38       | 4     | 1        | 132      | 4     | 0        | 56    | 53       | 3.40     | 1.21    |
| 1988       | 巨人       | 27    | 27    | 11    | 4     | 1        | 10    | 13    | 0        | --          | .435  | 843   | 208.2    | 170      | 11          | 43       | 8     | 7        | 187      | 6     | 0        | 63    | 50       | 2.16     | 1.02    |
| 1989       | 巨人       | 21    | 17    | 14    | 4     | 0        | 12    | 4     | 4        | --          | .750  | 592   | 150.2    | 113      | 6           | 33       | 4     | 2        | 141      | 4     | 1        | 34    | 30       | 1.79     | 0.97    |
| 1990       | 巨人       | 17    | 15    | 6     | 0     | 1        | 9     | 5     | 0        | --          | .643  | 440   | 102.1    | 107      | 7           | 32       | 0     | 3        | 87       | 2     | 0        | 48    | 45       | 3.96     | 1.36    |
| 1991       | 巨人       | 25    | 25    | 11    | 2     | 0        | 9     | 12    | 0        | --          | .429  | 781   | 186.0    | 176      | 20          | 59       | 0     | 10       | 152      | 7     | 3        | 76    | 70       | 3.39     | 1.26    |
| 1992       | 巨人       | 29    | 26    | 12    | 2     | 0        | 12    | 13    | 1        | --          | .480  | 858   | 196.0    | 192      | 21          | 80       | 4     | 5        | 159      | 4     | 0        | 88    | 78       | 3.58     | 1.39    |
| 1993       | 巨人       | 28    | 24    | 5     | 3     | 0        | 13    | 5     | 0        | --          | .722  | 715   | 173.2    | 149      | 17          | 53       | 1     | 4        | 175      | 12    | 0        | 54    | 44       | 2.28     | 1.16    |
| 1994       | 巨人       | 29    | 26    | 7     | 4     | 1        | 12    | 8     | 0        | --          | .600  | 762   | 185.0    | 169      | 12          | 49       | 6     | 7        | 153      | 5     | 2        | 62    | 58       | 2.82     | 1.18    |
| 1995       | 巨人       | 26    | 25    | 8     | 2     | 1        | 11    | 8     | 0        | --          | .579  | 768   | 190.2    | 167      | 22          | 44       | 9     | 3        | 145      | 4     | 0        | 67    | 61       | 2.88     | 1.11    |
| 1996       | 巨人       | 18    | 18    | 4     | 1     | 0        | 6     | 6     | 0        | --          | .500  | 519   | 122.1    | 113      | 18          | 53       | 3     | 1        | 92       | 7     | 0        | 57    | 56       | 4.12     | 1.36    |
| 1997       | 巨人       | 25    | 24    | 4     | 1     | 1        | 12    | 9     | 0        | --          | .571  | 614   | 150.2    | 140      | 23          | 36       | 3     | 2        | 115      | 2     | 2        | 62    | 58       | 3.46     | 1.17    |
| 1998       | 巨人       | 36    | 9     | 1     | 1     | 1        | 6     | 4     | 18       | --          | .600  | 332   | 81.1     | 67       | 12          | 23       | 0     | 2        | 77       | 0     | 3        | 39    | 36       | 3.98     | 1.11    |
| 1999       | 巨人       | 45    | 0     | 0     | 0     | 0        | 4     | 3     | 23       | --          | .571  | 178   | 41.1     | 40       | 4           | 11       | 3     | 1        | 55       | 4     | 1        | 14    | 13       | 2.83     | 1.23    |
| 2000       | 巨人       | 21    | 0     | 0     | 0     | 0        | 0     | 1     | 9        | --          | .000  | 81    | 19.2     | 15       | 1           | 6        | 1     | 1        | 20       | 3     | 0        | 9     | 9        | 4.12     | 1.09    |
| 2001       | 巨人       | 1     | 0     | 0     | 0     | 0        | 0     | 0     | 0        | --          | ----  | 1     | 0.1      | 0        | 0           | 0        | 0     | 0        | 1        | 0     | 0        | 0     | 0        | 0.00     | 0.00    |
| 通算：19年 | 通算：19年 | 463   | 334   | 113   | 35    | 9        | 159   | 128   | 56       | --          | .554  | 10335 | 2485.0   | 2240     | 243         | 773      | 57    | 61       | 2111     | 75    | 14       | 970   | 882      | 3.19     | 1.21    |

- 各年度の太字はリーグ最高

### 通算打撃成績
812打数 87安打（.107） 1本塁打 42打点

### タイトル
- 最多奪三振：1回（1988年） ※当時連盟表彰なし、セントラル・リーグでは1991年より表彰。ただし、日本野球機構オフィシャルサイトでは「最多奪三振」獲得者として名前が記載されている[55]。

### 表彰
- 新人王（1983年）
- 月間MVP：3回（1986年8月、1988年5月 投手部門：1989年5月）
- 日本シリーズMVP：1回（1994年）
- 日本シリーズ優秀選手賞：1回（1987年）

### 記録
初記録
- 初登板・初先発登板・初完投・初勝利・初先発勝利・初完投勝利・初完封勝利：1983年4月16日、対阪神タイガース2回戦（阪神甲子園球場）、10回無失点
- 初奪三振：同上、2回裏に藤田平から
- 初セーブ：1983年8月27日、対ヤクルトスワローズ17回戦（後楽園球場）、9回表に3番手で救援登板・完了、1回無失点

節目の記録
- 1000投球回：1989年6月27日、対広島東洋カープ10回戦（広島市民球場）
- 1000奪三振：1991年6月16日、対横浜大洋ホエールズ9回戦（北九州市民球場）、3回表に宮里太から ※史上82人目
- 1500投球回：1992年9月1日、対ヤクルトスワローズ21回戦（明治神宮野球場） ※史上133人目
- 100勝：1993年7月13日、対広島東洋カープ14回戦（札幌市円山球場）、先発登板で8回無失点 ※史上107人目
- 1500奪三振：1994年5月31日、対中日ドラゴンズ7回戦（東京ドーム）、5回表に仁村徹から ※史上36人目
- 2000投球回：1995年7月31日、対ヤクルトスワローズ18回戦（明治神宮野球場） ※史上72人目
- 2000奪三振：1998年6月18日、対中日ドラゴンズ14回戦（東京ドーム）、1回表に井上一樹から ※史上15人目
- 150勝：1998年5月5日、対横浜ベイスターズ4回戦（東京ドーム）、先発登板で7回2/3を3失点 ※史上42人目

その他の記録
- 完全試合：1994年5月18日、対広島東洋カープ7回戦（福岡ドーム） ※史上15人目
- 初本塁打：1985年6月28日、対阪神タイガース13回戦（阪神甲子園球場）、7回表に工藤一彦から ※球団通算5,000号[56]
- 通算ボーク数：14 ※セ・リーグ記録
- オールスターゲーム出場：6回（1988年、1989年、1991年、1992年、1994年、1999年） ※全て監督推薦選出

### 背番号
- 54（1982年 - 1986年）
- 17（1987年 - 2001年）

## 関連情報

### 出演番組
- S☆1 BASEBALL（地上波TBS系列・BS-TBS・TBSチャンネル2）
- TBSラジオ エキサイトベースボール（TBSラジオ、2002年-2017年）※HBCラジオ・CBCラジオ・RKBラジオ、一部曜日および時間帯のABCラジオ・MBSラジオ・RCCラジオ向けの中継（主に横浜DeNA主催カード）には2018年以降も出演
- ナニコレ珍百景（「珍百景な大会に挑戦」というコーナーに不定期で出演）
- ネプリーグ (フジテレビ)
  - 2006年1月30日 スポーツチーム
  - 2009年8月3日 スポーツチーム
  - 2015年8月10日 アスリートチーム
  - 2018年12月3日 プロ野球1位ドラフトチーム
- J-SPORTS→J-SPO（2002年 - 2009年）
- S☆1（2010年より準レギュラー、2009年までは日曜キャスター）

### CM
- 富士フイルム「フジカラーHR」（現役時代、上述の「50番トリオ」で出演）
- タカラ「速球王」（現役時代、小松辰雄と共演）
- 大塚製薬「オロナミンCドリンク」（現役時代）
- 岩手互助センター 長安殿（2008年〜、小野ヤスシと共演）
- アルファクラブグループ さがみ典礼 長安殿（2011年〜2012年頃まで）
- リクルート「AirPay」（2021年、斎藤雅樹・桑田真澄と共に出演）

### 著書
- 『パーフェクトとKOのあいだ - ここ一番の投球心理』（光文社）
- 『槙原寛己 スライダーの魔力と魅力』（ベースボール・マガジン社）
- 『プロ野球 視聴率48.8%のベンチ裏』（ポプラ社）